# Oberamt Böblingen

Karte der Oberämter, Stand 1926

Das Oberamt Böblingen war ein württembergischer Verwaltungsbezirk (auf beigefügter Karte # 7), der 1934 in Kreis Böblingen umbenannt und 1938 um einen Teil des Kreises Herrenberg zum Landkreis Böblingen vergrößert wurde. Die Gemeinde Schafhausen wurde dabei dem Landkreis Leonberg unterstellt. Allgemeine Informationen zu württembergischen Oberämtern siehe Oberamt (Württemberg).

## Geschichte

Oberamt Böblingen, Gebietsstand 1813, mit den früheren Herrschafts- und Ämtergrenzen

Bereits im 14. Jahrhundert war die Stadt Böblingen Hauptort einer württembergischen Vogtei. Dem hieraus entstandene Amt, ab 1758 Oberamt, wurden ab 1806 weitere Orte zugeteilt, andererseits musste es Ostelsheim ans Oberamt Calw und Dettenhausen ans Oberamt Tübingen abtreten. Nachbarn des von 1818 bis 1924 dem Neckarkreis zugeordneten Bezirks waren die württembergischen Oberämter Leonberg, Stuttgart, Herrenberg, Calw und Tübingen.

### Ehemalige Herrschaften
1813, nach Abschluss der Gebietsreform, setzte sich der Bezirk aus Bestandteilen zusammen, die im Jahr 1800 zu folgenden Herrschaften gehört hatten:
- Herzogtum Württemberg
Das altwürttembergische Oberamt Böblingen bildete mit der Amtsstadt Böblingen und den Dörfern Aidlingen, Dagersheim, Darmsheim, Döffingen, Ehningen, Holzgerlingen, Magstadt, Maichingen, Schönaich sowie der Hofdomäne Schaichhof den Grundstock für das neue Oberamt.
Eingegliedert wurde die Stadt Sindelfingen (seit 1605 war sie eigenständiges Amt gewesen) und der Rentkammerort Deufringen. Vom ehemaligen Klosteramt Bebenhausen kamen die Orte Altdorf, Breitenstein, Neuweiler und Weil im Schönbuch hinzu, vom Klosteramt Hirsau der Ort Schafhausen.
- Johanniterorden
Dätzingen, das einzige mehrheitlich katholische Dorf des Bezirks, gehörte zur dortigen Johanniterkommende.
- Reichsritterschaft
Beim Ritterkanton Neckar-Schwarzwald der schwäbischen Ritterschaft war das Schlossgut Mauren des Freiherrn von Roeder immatrikuliert.

## Gemeinden

### Einwohnerzahlen 1850
Folgende 18 Gemeinden waren 1850 dem Oberamt unterstellt:
| Nr. | frühere Gemeinde  | Einwohner | Einwohner | heutige Gemeinde  |
|     |                   | evangel.  | kathol.   |                   |
| --- | ----------------- | --------- | --------- | ----------------- |
| 1   | Böblingen         | 3665      | 9         | Böblingen         |
| 2   | Aidlingen         | 1636      | 55        | Aidlingen         |
| 3   | Altdorf           | 1154      | 1         | Altdorf           |
| 4   | Breitenstein      | 356       | –         | Weil im Schönbuch |
| 5   | Dagersheim        | 1184      | 11        | Böblingen         |
| 6   | Dätzingen         | 5         | 640       | Grafenau          |
| 7   | Darmsheim         | 968       | 4         | Sindelfingen      |
| 8   | Deufringen        | 714       | 1         | Aidlingen         |
| 9   | Döffingen         | 1149      | 13        | Grafenau          |
| 10  | Ehningen          | 1634      | 3         | Ehningen          |
| 11  | Holzgerlingen     | 1827      | 14        | Holzgerlingen     |
| 12  | Magstadt          | 2207      | 2         | Magstadt          |
| 13  | Maichingen        | 1129      | 1         | Sindelfingen      |
| 14  | Neuweiler         | 283       | –         | Weil im Schönbuch |
| 15  | Schaffhausen 1    | 733       | 1         | Weil der Stadt    |
| 16  | Schönaich         | 2100      | 15        | Schönaich         |
| 17  | Sindelfingen      | 4304      | 6         | Sindelfingen      |
| 18  | Weil im Schönbuch | 2453      | 21        | Weil im Schönbuch |

### Änderungen im Gemeindebestand seit 1813

Gemeinden und Markungen um 1860

Nachdem die Verfassung von 1819 die Grundlage für die kommunale Selbstverwaltung bereitet hatte, löste sich Neuweiler und 1823 auch Breitenstein von Weil im Schönbuch. Beide Orte wurden zu selbständigen Gemeinden erhoben.

## Amtsvorsteher
Die Oberamtmänner des Oberamts Böblingen ab 1808:
- 1808–1809: Karl Wolfgang Friedrich Geß
- 1809–1811: Ludwig Friedrich Hüttenschmid
- 1811–1823: Ludwig Friedrich Fischer
- 1823:–1823 Johann Mathias von Becher
- 1823–1824: Denzel (Amtsverweser)
- 1824–1841: Ludwig Faber
- 1841–1845: Lambert Haeberlen
- 1845–1849: Carl Friedrich Wilhelm Stetter
- 1849–1856: Emil Walther
- 1856–1864: Eduard Freiherr Schott von Schottenstein
- 1864–1871: August Roger
- 1871–1895: Albert Baur
- 1895–1902: Franz Gambs
- 1902–1919: Christian Schlecht
- 1920–1933: Karl Heinrich Rüdiger
- 1933:–1823 Walter Kreß
- 1933–1934: Rudolf Hagmann (Amtsverweser)
- 1935–1938: Otto Meditsch